# Elia Frosio
Elia Frosio (22 de enero de 1913-4 de febrero de 2005) fue un deportista italiano que compitió en ciclismo en la modalidad de pista. Ganó tres medallas en el Campeonato Mundial de Ciclismo en Pista entre los años 1946 y 1949.

## Medallero internacional
| Campeonato Mundial | Campeonato Mundial       | Campeonato Mundial | Campeonato Mundial |
| Año                | Lugar                    | Medalla            | Competición        |
| ------------------ | ------------------------ | ------------------ | ------------------ |
| 1946               | Zúrich (Suiza)           | Medalla de oro     | Medio fondo (P)    |
| 1948               | Ámsterdam (Países Bajos) | Medalla de plata   | Medio fondo (P)    |
| 1949               | Copenhague (Dinamarca)   | Medalla de oro     | Medio fondo (P)    |